# Glaspass
Der Glaspass (rätoromanisch claus „Einfriedung“, lateinisch clausum ‚eingeschlossen‘), rätoromanisch auch Tavellas, ist ein Alpenpass im Kanton Graubünden in der Schweiz. 
Mit einer Scheitelhöhe von 1846 m ü. M. verbindet er Cazis und Thusis im Domleschg über den Heinzenberg mit Safien-Platz im Safiental. Passhöhe, östlicher Anstieg und Hochebene Glas liegen auf dem Gebiet der Gemeinde Tschappina. Der walserisch als "Stäga" (Treppe) bezeichnete westliche Abschnitt bis zum Felsband unterhalb davon und der südliche Gegenhang des Carnusabaches (Verdusalp) sind Teil der Gemeinde Safiental. Der Glaspass ist nur auf der Ostseite (bis Innerglas 1,5 km westlich der Passhöhe) mit Autos befahrbar.

## Bilder

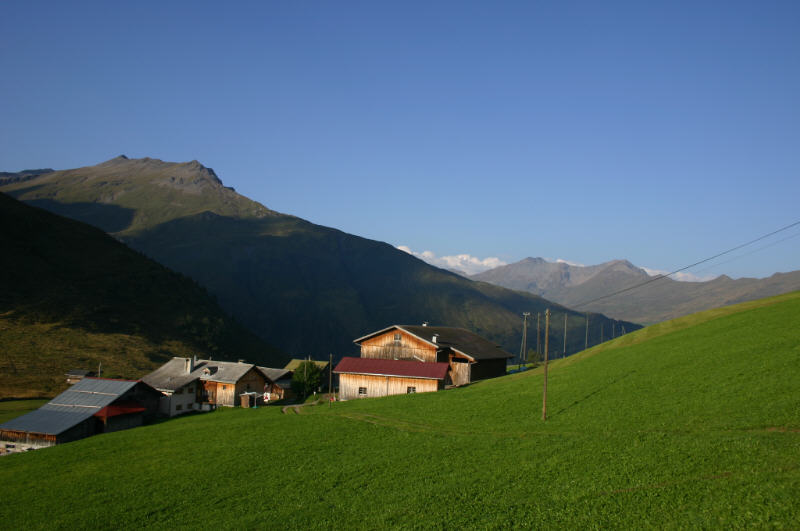
Blick von Nordosten auf den Glaspass
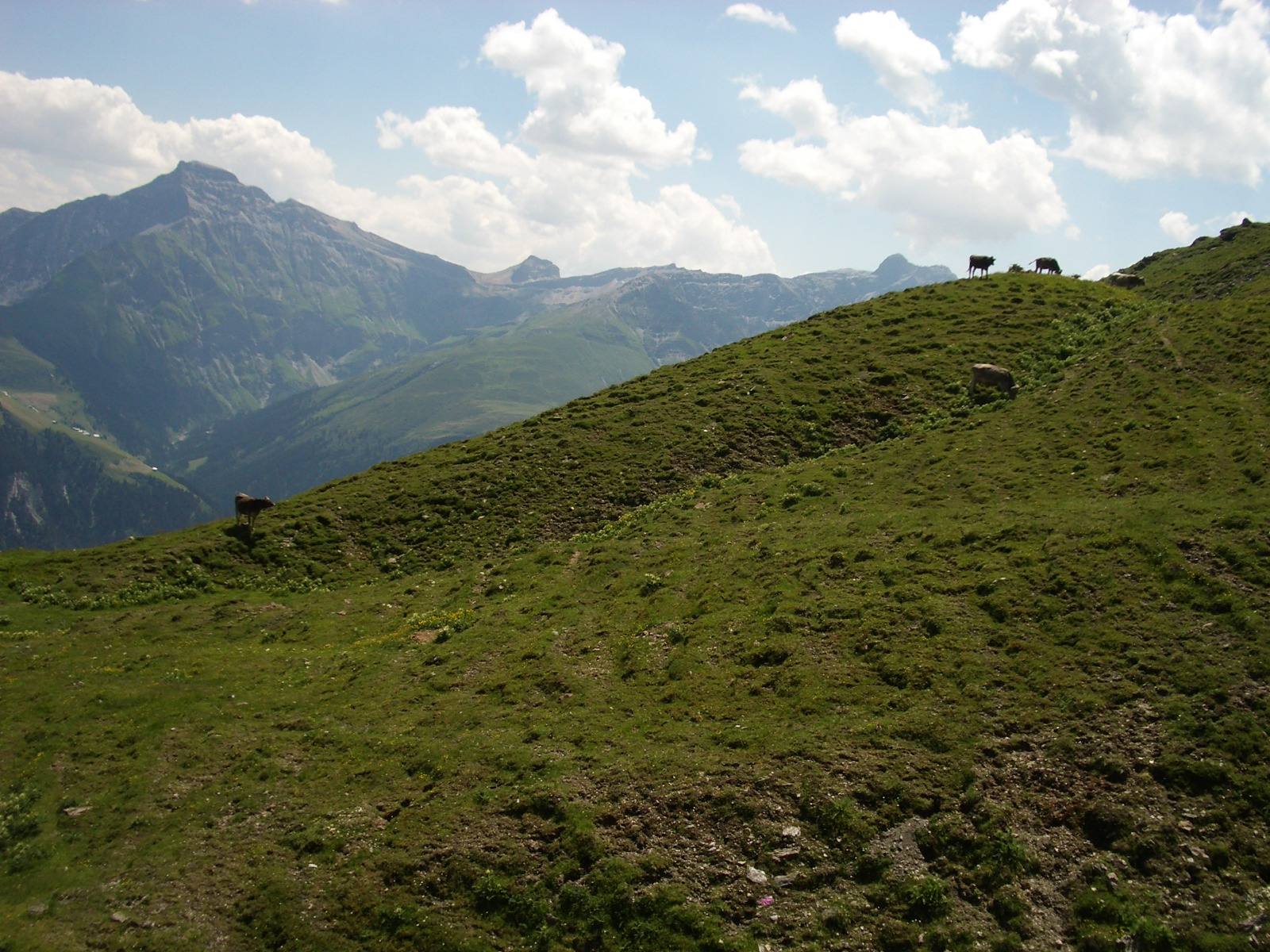
Mittleres Safiental, Blick auf Glaspass und Piz Beverin
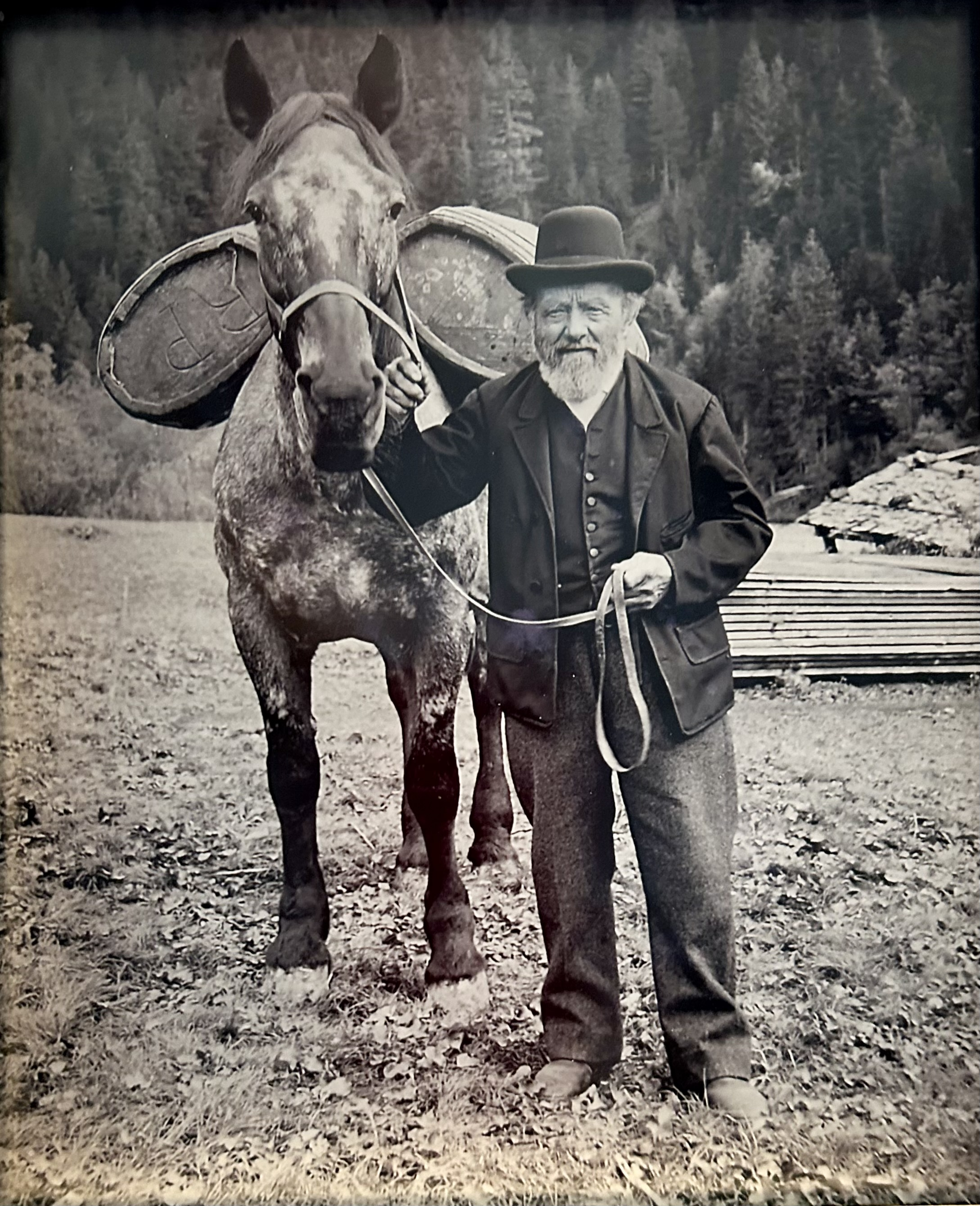
Josua Zinsli, der letzte Säumer am Saumweg über den Glaspass